# Честер (Небраска)
Честер (англ. Chester) — селище (англ. village) в США, в окрузі Теєр штату Небраска. Населення — 224 особи (2020).

## Географія
Честер розташований за координатами 40°0′37″ пн. ш. 97°37′5″ зх. д. / 40.01028° пн. ш. 97.61806° зх. д. (40.010215, -97.618092).  За даними Бюро перепису населення США в 2010 році селище мало площу 1,52 км², уся площа — суходіл.

## Демографія
Згідно з переписом 2010 року, у селищі мешкали 232 особи в 111 домогосподарстві у складі 66 родин. Густота населення становила 153 особи/км².  Було 150 помешкань (99/км²).
Расовий склад населення:
| - 96,6 % — білих - 0,9 % — азіатів - 0,4 % — корінних американців |

До двох чи більше рас належало 2,2 %. Частка іспаномовних становила 0,0 % від усіх жителів.
За віковим діапазоном населення розподілялося таким чином: 19,0 % — особи молодші 18 років, 52,1 % — особи у віці 18—64 років, 28,9 % — особи у віці 65 років та старші. Медіана віку мешканця становила 52,6 року. На 100 осіб жіночої статі у селищі припадало 91,7 чоловіків;  на 100 жінок у віці від 18 років та старших — 91,8 чоловіків також старших 18 років.
Середній дохід на одне домашнє господарство  становив 55 705 доларів США (медіана — 37 500), а середній дохід на одну сім'ю — 69 175 доларів (медіана — 48 750). Медіана доходів становила 33 750 доларів для чоловіків та 26 250 доларів для жінок. За межею бідності перебувало 6,5 % осіб, у тому числі 0,0 % дітей у віці до 18 років та 11,3 % осіб у віці 65 років та старших.
Цивільне працевлаштоване населення становило 107 осіб. Основні галузі зайнятості: освіта, охорона здоров'я та соціальна допомога — 19,6 %, роздрібна торгівля — 15,0 %, виробництво — 13,1 %.